# Hyèvre-Magny
Hyèvre-Magny település Franciaországban, Doubs megyében. Lakosainak száma 63 fő (2022. január 1.). Hyèvre-Magny Hyèvre-Paroisse, Roche-lès-Clerval, Villers-Saint-Martin, Baume-les-Dames és Lomont-sur-Crête községekkel határos.

## Népesség
A település népességének változása:
| Lakosok száma | 67   | 61   | 51   | 65   | 82   | 76   | 71   | 67   | 66   | 63   |
|               | 1968 | 1982 | 1990 | 2006 | 2013 | 2015 | 2017 | 2019 | 2020 | 2022 |